# ファイトクラブ・アフマト
ファイトクラブ・アフマト（英語: Fight Club Akhmat, ロシア語: Бойцовский клуб Ахмат）は、チェチェン共和国のプロスポーツクラブで、ロシアとCISの地域にトレーニング拠点を置く。2014年に設立され、チェチェン共和国の初代大統領であるアフマド・カディロフにちなんで名付けられた。

## 騒動
2021年6月、シベリアのジャーナリストであるアンドレイ・アファナシェフは、クラブを調査した後に彼の住むアパートの入口で身元不明の男性3人によって、鉄パイプで激しく殴打された。加害者の一人は、暴行中にアファナシェフが外国の代理人である事を暗示する口語で彼を呼んだ。暴行後にアファナシェフは警察に通報したが、警官は到着しなかった。

## 組織
- ラムザン・カディロフ - 創設者
- アブザイド・ヴィスムラドフ（ロシア語版） - 会長
- ムサ・シハボフ（ロシア語版） - 副会長

## 所属選手
- エメリヤーエンコ・アレキサンダー
- ダイアナ・アヴサラゴワ（英語版）
- ファブリシオ・ヴェウドゥム
- カムザット・チマエフ
- マゴメド・アンカラエフ
- マゴメド・ビブラトフ（英語版）
- マキシム・グリシン（英語版）
- ルスラン・マゴメドフ（英語版）
- サイード・ヌルマゴメドフ
- ビタリー・ ビグダシュ（英語版）
- ディアス・イェレンガイポフ